# Virginie Broquet
Pour les articles homonymes, voir Broquet (homonymie).
Virginie Broquet, née le 5 février 1968, à Nice, est une peintre, dessinatrice et scénariste française de bandes dessinées. Elle réalise également des illustrations pour l’édition, la presse, la publicité et la mode.

## Biographie
Diplômée de l’École supérieure des arts décoratifs de Strasbourg en 1992, Virginie Broquet obtient le prix « Alph-Art Avenir » du festival international de bande dessinée d’Angoulême de 1993.
Par la suite, elle tient des carnets de voyages qui lui inspirent de grandes toiles peintes en techniques mixtes (dessin au trait, acquarelle, collage), qui ont été exposées en France et à l’étranger, Monaco, Bruxelles, Nice, Bastia, Saint-Malo (Festival Étonnants voyageurs), entre autres.
Elle partage son activité entre la presse, la bande dessinée, l’illustration, la publicité, la peinture et la mode. 

## Œuvres

### Carnets de voyages
- Istanbul, Carnet de la Sublime Porte, Éditions du Rouergue (2004)
- Brasilia, Éditions Requins Marteaux (2005)
- Bollywood, Éditions du Rouergue (2005)
- Carnet du Sénégal, avec Richard Bohringer, Éditions Arthaud (2007)

### Bandes dessinées
- Quelques planches de la série 13bis, magazine (A SUIVRE)
- Les petits rêveurs[6], collectif, Vents d'Ouest (1993)
- Morovache, avec Pascal Rabaté, Éditions du Seuil (1995)
- Les Yeux dans le Bouillon, avec Pascal Rabaté, Éditions Casterman (2000)[7]
- 1, 2, 3 Noël, Éditions Casterman (2002)

### Livres (illustration)
- Un pavé dans la mare, avec Robert Deleuse, Syros (1992)
- Les Fables de la Fontaine, collectif, Éditions Albin Michel (2008)
- Carnet d’enVIES, Éditions Prat (2008)
- Recettes d’une grand-mère à sa petite fille, Sabine Cassel-Lanfranchi, Monica Bellucci, Éditions Hachette (2009)
- Préface des Grandes Oubliées de l'Art, Laurence Dionigi, Éditions Ovadia, Les grandes oubliées de l’art (leseditionsovadia.com) (2018)

## Récompenses
- 1993 : Alph-Art avenir au festival d'Angoulême[1]
- Chevalier de l'ordre des Arts et des Lettres, juin 2018[8]